# Tanner Moor

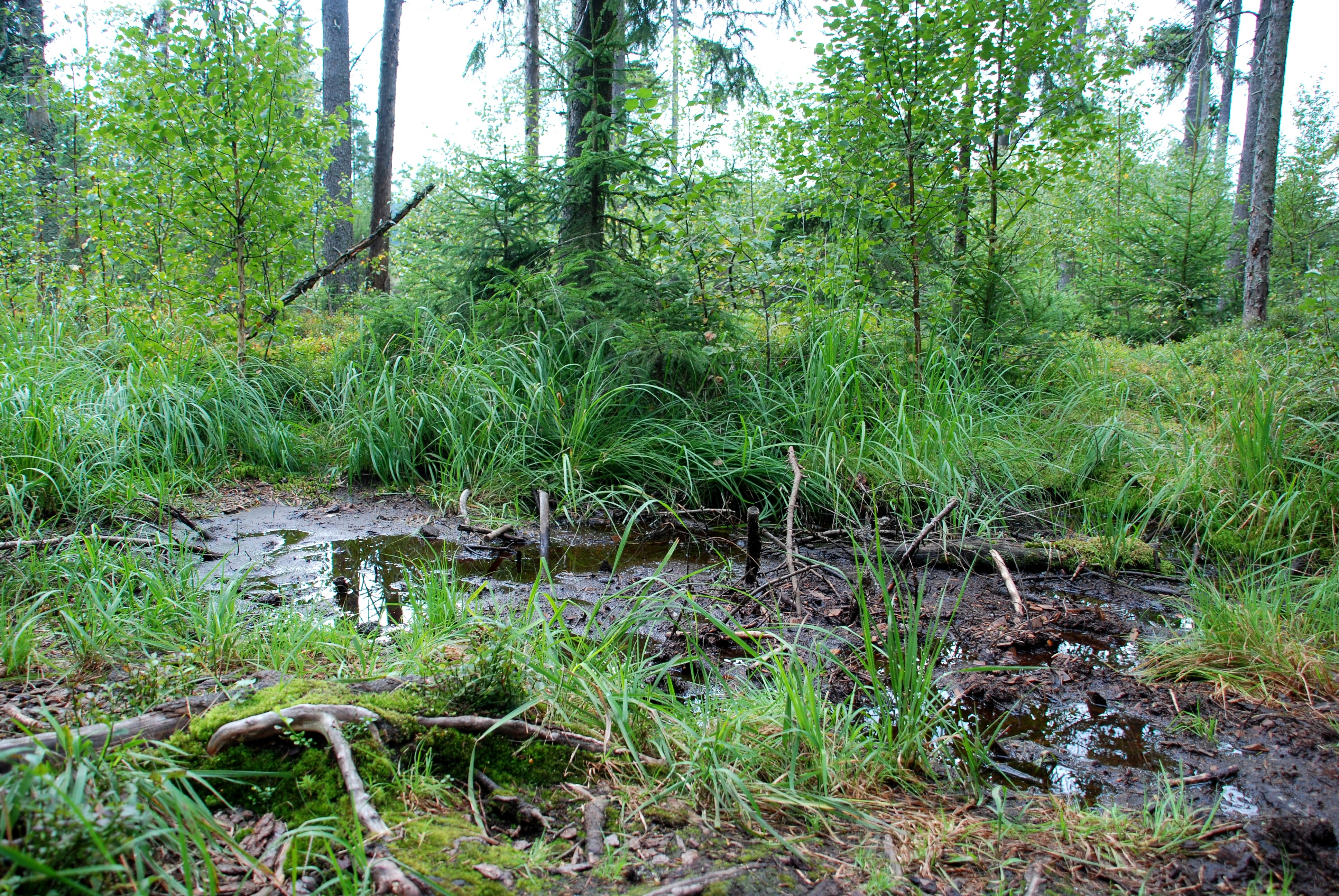

Tanner Moor nebo také Tannermoor je vrchoviště nacházející se nedaleko vesnice Liebenau (Horní Rakousy). S rozlohou 120 hektarů patří k největším rašeliništím v Rakousku a s nadmořskou výškou 930 m je nejvýše položeným. Vzniklo v době würmského zalednění, podloží tvoří žula. Je porostlé převážně borovicí, dále se zde vyskytují břízy, olše a v okrajových partiích byly vysazeny smrky. Podrost tvoří vřes obecný, vlochyně bahenní, černýš luční, kyhanka sivolistá a ostřice bažinná. Voda je díky vysokému obsahu tříslovin zbarvená do červenohněda, z vrchoviště vystupují dva skalnaté ostrovy. Vytéká z něj potok, na němž se nachází přehrada Rubner Teich, zbudovaná původně pro plavení dřeva a v současnosti sloužící rekreačním účelům. Oblast je chráněná v rámci projektu Natura 2000, turistům je určena šest kilometrů dlouhá naučná stezka, zpevněná kládami.